# DSLR de fotograma completo

Diagrama a escala de los diferentes sensores usados en cámaras digitales

Un sensor de fotograma completo (en inglés full-frame sensor) hace referencia al circuito sensor de imagen cuyo tamaño equivale al formato de 35 mm utilizado en las cámaras clásicas, es decir, 36 × 24 mm. Antiguamente, 35 mm fue considerado un pequeño formato de película comparado con el formato medio. Esto contrasta con las cámaras que tienen sensores más pequeños (por ejemplo, aquellos que equivalen a APS-C), mucho más pequeño que un formato de 35 mm.
Actualmente, la mayoría de cámaras digitales, tanto las compactas como las DSLR, utilizan un sensor más pequeño que el formato 35 mm, ya que es más fácil y más barato de producir con sensores de tamaños pequeños. Antiguamente, los primeros modelos digitales SLR, como Nikon NASA F4 o Kodak DCS100, también usaban un sensor de menor tamaño. 

## Objetivos para cámaras con 35 mm
Si los montajes de los objetivos son compatibles, muchos de ellos, incluyendo los modelos con enfoque manual diseñados para cámaras de 35 mm pueden ser montados en las cámaras SLR. Cuando un objetivo diseñado para una cámara de fotograma completo es montada en una SLR con un sensor más pequeño, sólo se captura el centro de la imagen que captan los objetivos. Los márgenes son cortados, lo cual equivale al zum en el centro del encuadre. Esto es conocido como factor de recorte. Por ejemplo en APS=C el factor es de 1,6. Si estuviéramos usando un objetivo 300mm para full frame, en nuestro APS=C equivale a una distancia focal de 480mm (300x1,6=480mm).

## Cámaras

Comparación de medidas utilizadas por los chips sensores en comparación con el tamaño completo

- Canon EOS-1Ds (2002)
- Canon EOS 5D Mark II (2008)
- Canon EOS 5D Mark III (2012)
- Canon EOS 5D Mark IV
- Canon EOS 6D (2012)[1]
- Canon EOS-1Ds Mark II (2004)
- Canon EOS 5D (2005)
- Canon EOS-1Ds Mark III (2007)
- Contax N Digital (2002)
- Kodak DCS Pro 14n (2003)
- Kodak DCS Pro SLR/n (2004)
- Kodak DCS Pro SLR/c (2004)
- Nikon D600 (2012)
- Nikon D700 (2008)
- Nikon D750
- Nikon D780
- Nikon D810 (2014)
- Nikon D850 (2017)
- Nikon D3 (2007)
- Nikon D3S (2009)[2]
- Nikon D3X (2008)
- Nikon D4 (2012)
- Nikon D4S (2014)
- Sony α DSLR-A900 (2008)
- Sony α DSLR-A850 (2009)[3]
- Sony A7R II